# GJ 3379
GJ 3379 — звезда, которая находится в созвездии Орион на расстоянии около 17,5 световых лет от Земли. Это одна из ближайших к нам звёзд.

## Характеристики
GJ 3379 — тусклая звезда 9,41 величины, не видимая невооружённым глазом. Это относительно холодный красный карлик, имеющий массу и радиус, равные 24 % и 25 % солнечных соответственно. GJ 3379 является вспыхивающей звездой, т.е. спорадически увеличивающей собственную светимость в несколько раз. Планет в данной системе пока обнаружено не было. Светимость звезды — 0,00072 солнечной.